# Ottó Ámon
A nu se confunda cu Otto Ammon⁠(en)[traduceți] (1842 - 1916), antropolog german!

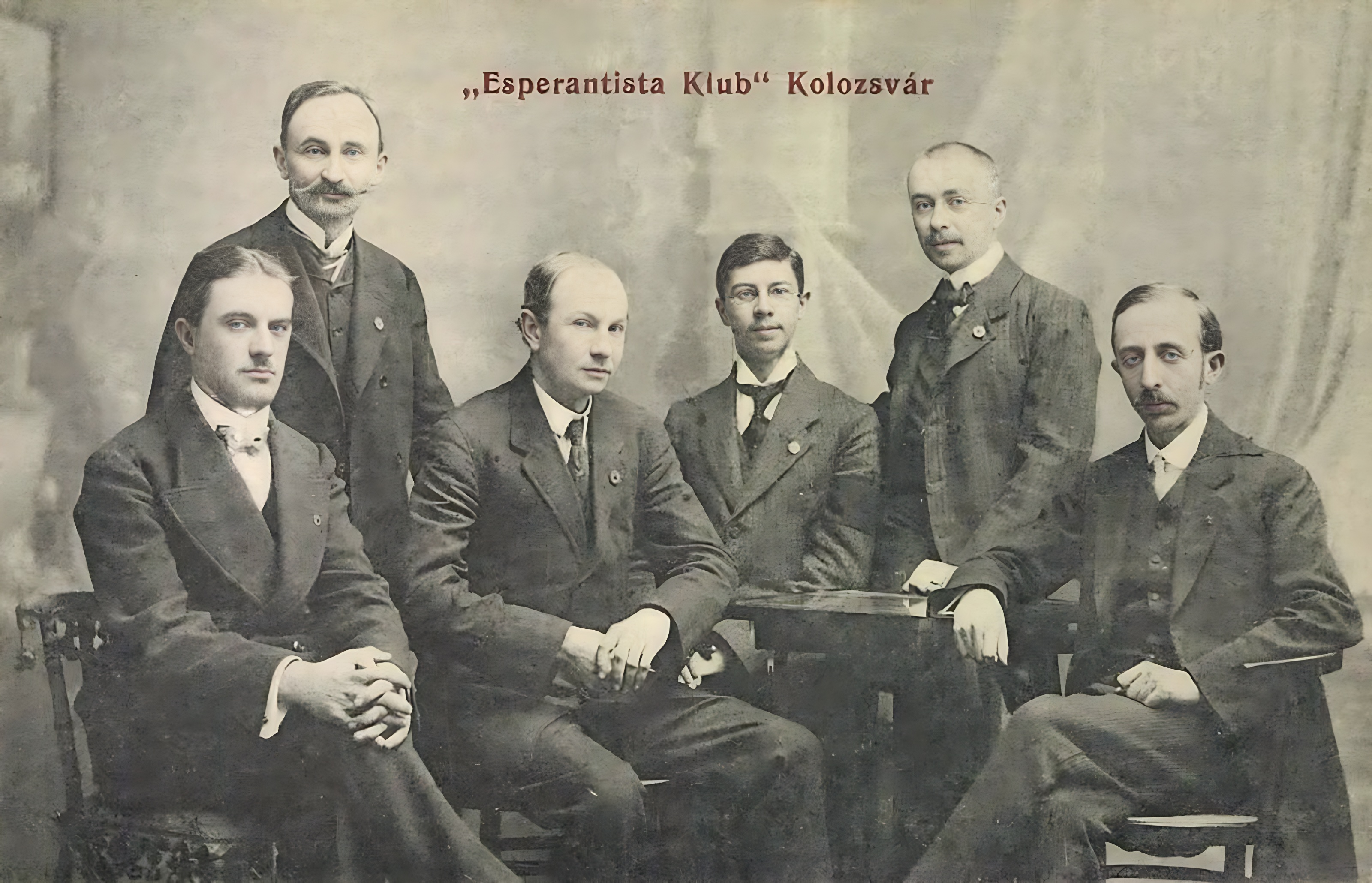
Club de Esperanto la Cluj, 1908 (Ottó Ámon la dreapta)

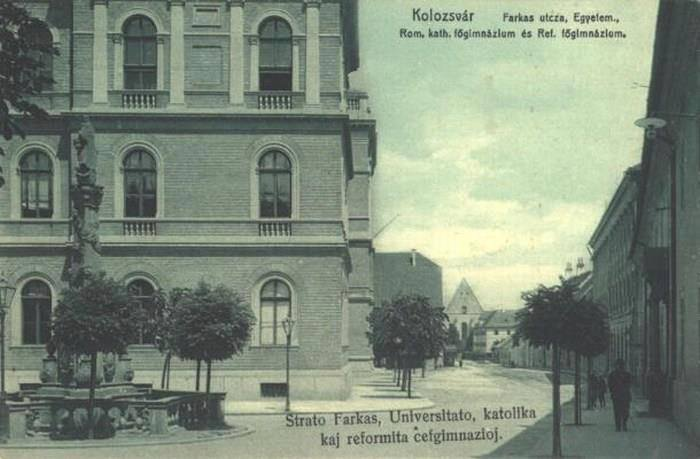
Carte poștală la începutul anilor 1900 în maghiară și esperanto

Ottó Ámon, născut Ottó Altstädter (n. 4 septembrie 1879, Brașov, Austro-Ungaria – d. 8 august 1921, Cluj, România) a fost un funcționar de poștă la Cluj, profesor de stenografie, jurnalist, poet și esperantist.

## Viața și activitatea
A fost promotorul mișcării esperanto în Transilvania. A fondat un club de esperanto, al cărui primul secretar a fost ales. Activitatea clubului a fost recunoscută chiar de cunoscutul esperantist Donald Evans Parrish⁠(eo)[traduceți] (1889–1969), care a făcut o vizită la Cluj. În 1913 a fost organizată o expoziție de esperanto la Cluj. Au emis și cărți poștale cu inscripții în esperanto.
În 1902 a publicat o carte de poezii, întitulată Leányszemek (Ochi de fete), despre care poetul renumit Endre Ady a scris o recenzie apreciativă. 
La 17 decembrie 1918 Consiliul Național Maghiar din Transilvania și Consiliul Național Secuiesc, ca organizații reprezentative ale maghiarilor transilvăneni, au ales o conducere comună, prezidată de profesorul universitar István Apáthy. Ottó Ámon a fost și el membru de conducere. A fost printre semnatarii manisfestului întitulat Tuturor popoarelor lumii!, în care au protestat împotriva hotărârii soartei maghiarilor transilvăneni fără a-i consulta.
Din decembrie 1918, a fost angajat la ziarul Keleti Újság (Ziar de Est), care tocmai își începea activitatea.
A murit tânăr de tuberculoză în 1921. Mormântul său abandonat se află în vechiul cimitir evreiesc de pe strada Aviatorul Bădescu din Cluj, lângă colțul de nord-est al cimitirului Hajongard.
În necrologul ziarului Ellenzék (10 august 1921) este caracterizat ca un visător blând și isteț: "Acest Otto Ámon era un om ciudat. Nu putea fi decât bun, nu putea spune decât lucruri plăcute, nu putea decât să mângâie, nu putea decât să iubească. A fost un mare fantasist, un mare visător. Întotdeauna a visat ochi albaștri și camere albe pentru fete. Dar Otto Ámon nu era un bărbat frumos, iar ochii albaștri și camerele de serviciu albe nu prea visau despre el. El știa asta, dar nu era supărat de loc. Nu era supărat pentru nimic din lume. Nu putea fi decât bun. Pentru atâta bunătate, bunul Dumnezeu l-a răsplătit acum și l-a luat din lumea aceasta urâtă."